# Ptilocaulis fusiformis
Ptilocaulis fusiformis är en svampdjursart som beskrevs av Claude Lévi 1967. Ptilocaulis fusiformis ingår i släktet Ptilocaulis och familjen Axinellidae.
Artens utbredningsområde är havet kring Nya Kaledonien. Inga underarter finns listade i Catalogue of Life.